# Garypinus nicolaii
Garypinus nicolaii är en spindeldjursart som beskrevs av Volker Mahnert 1988. Garypinus nicolaii ingår i släktet Garypinus och familjen Garypinidae. Inga underarter finns listade i Catalogue of Life.